# Pride and Glory
Pride and Glory (stylisé en Pride & Glory) était le side project de Zakk Wylde, le guitariste de Ozzy Osbourne. C'était le premier groupe avec Zakk en vedette. Le groupe ne sortit qu'un seul album.

## Biographie
Le groupe se forme en 1991, pendant le No More Tours qui aurait dû être la dernière tournée de Ozzy avant sa retraite pour l'album No More Tears, le groupe s'appelait à l'origine Lynyrd Skynhead et incluait le bassiste de White Lion James LoMenzo et le batteur Greg D'Angelo et bien sûr Zakk Wylde à la guitare et au chant. Bien que crédité uniquement comme un projet solo de 'Zakk Wylde', ce line-up a enregistré 2 chansons; une chanson instrumentale, "Farm Fiddlin'", sur la compilation The Guitars That Rule the World (1991) et une reprise du standard du blues" Baby, Please Don't Go" sur la compilation L.A. Blues Authority Vol. 1 (1992). 
Au début de l'année 1994, D'Angelo est remplacé par Brian Tichy, c'est à ce moment que le groupe change de nom pour Pride & Glory, et sort son premier et unique album éponyme, sur le label Geffen Records. En Juin de la même année, le groupe joue à Donington à l'occasion du Monsters of Rock Festival en Angleterre. En Novembre 1994, James LoMenzo quitte le groupe après leur tournée au Japon ; 3 jours avant le début de leur tournée nord américaine. Zakk a réussi à trouver un remplacement pour James en la personne de John 'J.D.' DeServio son ami de longue date. Le groupe a donné son dernier concert le 10 décembre 1994 à Los Angeles avec comme guest Slash, guitariste du groupe Guns N' Roses (lui aussi signé chez Geffen Records) sur les chansons Voodoo Child (Slight Return) et Red House de Jimi Hendrix. Le 31 janvier 1998, le groupe original se réunit pour un seul concert au Whiskey à Hollywood.

## Discographie

### Album Studio
- Pride and Glory (1994)

### Singles
- "Losin' Your Mind" (1994)
- "Horse Called War" (1994)
- "Troubled Wine" (1994)

### Enregistrements additionnels
(Lynyrd Skynhead)
- "Farm Fiddlin'" - The Guitars That Rule The World (1991)
- "Baby, Please Don't Go" - L.A. Blues Authority Vol. 1 (1992)

### Compilation
- Black Label Society - No More Tears Sampler (1999)
- Black Label Society - Kings of Damnation 98-04 (2005)
- Black Label Society - Skullage (2009)